# Metrosideros dolichandra
Metrosideros dolichandra là một loài thực vật có hoa trong Họ Đào kim nương. Loài này được Schltr. ex Guillaumin mô tả khoa học đầu tiên năm 1934.